# Золотниковый гидрораспределитель
Золотниковый гидрораспределитель — гидравлический распределитель, в котором запорно-регулирующим элементом служит золотник. В качестве золотника чаще всего выступает плунжер переменного диаметра (рис. 1). Однако известны и другие конструкции золотников. В корпусе золотникового распределителя может также располагаться переливной клапан.

## Принцип действия

Рис. 1. Конструктивная схема золотникового распределителя

Рис. 2. Принцип действия золотникового гидрораспределителя, управляющего движением штока гидроцилиндра; условное графическое обозначение механизма показано на рис. 3

В простейшем случае золотник может занимать 3 позиции. В нейтральном положении, показанном на рис. 1, каналы распределителя заперты и жидкость не поступает от насоса ни в одну из полостей гидроцилиндра — шток остаётся в покое. При смещении золотника влево рабочая жидкость по каналам в корпусе распределителя и по трубопроводам поступает в левую полость гидроцилиндра, и шток выдвигается. Если же золотник сместить вправо от нейтрального положения, то рабочая жидкость будет поступать уже в правую полость гидроцилиндра, а из левой полости пойдёт на слив в гидробак. В этом положении золотника шток вдвигается.
Стоит отметить, что при подаче жидкости в левую полость гидроцилиндра (в поршневую полость), шток движется с меньшей скоростью, чем при подаче в правую полость (штоковую полость). Это объясняется тем, что часть объёма штоковой полости занимает шток, и эта полость заполняется быстрее. Эти выкладки верны, если подача жидкости остаётся постоянной.

Рис. 3. Условное графическое обозначение механизма, показанного на рис. 1 и рис. 2. Буквами обозначены: Р — распределитель; Ц — гидроцилиндр. Стрелками показаны направления потоков жидкости в каждой из трёх позиций золотника (в нейтральном положении каналы золотника закрыты и жидкость через распределитель не движется)

## Область применения

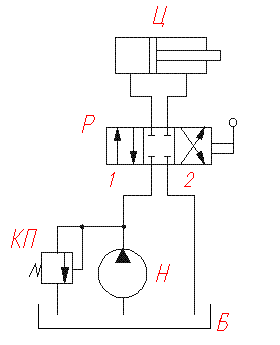
Рис. 4. Включение гидрораспределителя в простейшую гидросистему. Буквами обозначены: Н — насос; Р — распределитель; Ц — гидроцилиндр; КП — предохранительный клапан; Б — гидробак

Золотниковые гидрораспределители используются при номинальных давлениях до 32 МПа. С помощью золотниковых гидрораспределителей, как и с помощью других видов гидрораспределителей, осуществляется управление направлением движения рабочих органов гидродвигателей (валов гидромоторов и штоков гидроцилиндров). Такие распределители установлены, например, в гидросистемах многих экскаваторов, бульдозеров, автогрейдеров и др.

## Борьба с гидроударами
Одной из технических проблем эксплуатации золотниковых гидравлических распределителей является возможность возникновения гидравлических ударов в тот момент, когда пояски золотника перекрывают каналы гидрораспределителя. Поскольку время, за которое осуществляется перекрытие каналов, может быть достаточно малым, то остановка потока жидкости может оказаться слишком быстрой, что и может привести к возникновению гидроудара. Чтобы предотвратить это, распределитель обычно снабжается предохранительным клапаном, который конструктивно располагается в корпусе распределителя.

## Профиль поясков золотника
Иногда пояски золотников гидрораспределителей выполняют с небольшой конусностью (6°-10°) (рис. 5). Тогда открытие каналов распределителя происходит более плавно, чем в распределителях с золотниками с цилиндрическими поясками (рис. 6). Соответственно, при открытии каналов более плавно нарастает и подача жидкости в полость гидродвигателя, и поэтому «трогание с места» и остановка выходного звена гидродвигателя также происходит более плавно. Кроме того, уменьшается вероятность возникновения гидроударов.

Рис. 5. Пояски золотника при наличии конусности; при такой конструкции расход жидкости через распределитель при перекрывании каналов уменьшается более постепенно, соответственно, более плавно происходит остановка выходного звена гидродвигателя (например, штока гидроцилиндра)
Рис. 6. Цилиндрические пояски золотника

## Достоинства
- небольшая масса распределителя;
- компактность;
- простота управления.

## Недостатки
- невозможность работы при давлениях более 32 МПа;
- значительные утечки рабочей жидкости, возрастающие с увеличением срока эксплуатации распределителя; это приводит к тому, что распределители с большим сроком эксплуатации не могут удерживать в статическом положении под нагрузкой гидродвигатель, и даже если распределитель установлен в положение «заперто», нагруженный вал гидромотора или шток гидроцилиндра постепенно движется;
- облитерация, то есть явление постепенного заращивания узких щелей поляризованными молекулами жидкости, что приводит к постепенному увеличению усилия сдвига золотника;